# Rancho de Guadalupe, San Luis de la Paz
Rancho de Guadalupe är en ort i Mexiko.   Den ligger i kommunen San Luis de la Paz och delstaten Guanajuato, i den centrala delen av landet, 260 km nordväst om huvudstaden Mexico City. Rancho de Guadalupe ligger 1 985 meter över havet och antalet invånare är 265.
Terrängen runt Rancho de Guadalupe är huvudsakligen platt, men åt sydost är den kuperad. Runt Rancho de Guadalupe är det ganska tätbefolkat, med 52 invånare per kvadratkilometer. Närmaste större samhälle är San Luis de la Paz, 10,3 km öster om Rancho de Guadalupe. Trakten runt Rancho de Guadalupe består till största delen av jordbruksmark.